# Copa Nacional do Espírito Santo Sub-17 de 2013
A Copa Nacional do Espírito Santo Sub-17 de 2013 foi a sexta edição desta competição de categoria de base organizada pela Federação de Futebol do Estado do Espírito Santo (FES). Disputada por vinte agremiações, a competição começou no dia 29 de junho e foi finalizada em 13 de julho. A decisão foi protagonizada por Fluminense e Internacional, a qual foi vencida pelo clube carioca.

## Antecedentes
A Copa Nacional do Espírito Santo Sub-17 foi inaugurada em 2008 e era denominada "Copa do Brasil Sub-17". O primeiro vencedor foi o Vasco da Gama, que derrotou o Santos. No entanto, o título de maior campeão do torneio fica com o Internacional, detentor de duas conquistas. Além desses, mais três clubes venceram a competição: Atlético Paranaense e Cruzeiro.

## Participantes e regulamento
Esta edição foi disputada por vinte clubes.
| Estado            | Clube                  |
| ----------------- | ---------------------- |
| Espírito Santo    | Campinho               |
| Espírito Santo    | Desportiva Ferroviária |
| Espírito Santo    | GEL                    |
| Espírito Santo    | Guaçuí                 |
| Espírito Santo    | Guarapari              |
| Espírito Santo    | Ibiraçu                |
| Espírito Santo    | Atlético Itapemirim    |
| Espírito Santo    | Rio Branco-ES          |
| Espírito Santo    | São Mateus             |
| Espírito Santo    | Ypiranga               |
| Minas Gerais      | América Mineiro        |
| Minas Gerais      | Betim                  |
| Minas Gerais      | Cruzeiro               |
| Paraná            | Atlético Paranaense    |
| Paraná            | Coritiba               |
| Rio de Janeiro    | Flamengo               |
| Rio de Janeiro    | Fluminense             |
| Rio Grande do Sul | Internacional          |
| Santa Catarina    | Figueirense            |
| São Paulo         | Santos                 |

O regulamento, por sua vez, dividiu as agremiações em cinco grupos, nos quais os integrantes enfrentaram os rivais do próprio grupo em embates de turno único, classificando os líderes e os três melhores segundos colocados. Após a fase inicial, os embates foram eliminatórios até a decisão.

## Resumo
O campeonato iniciou em 29 de junho. Após uma fase inicial divididos em grupos, os oito participantes classificados disputaram jogos eliminatórios. Nas quartas de final, todos os jogos foram realizados no mesmo horário quando ocorreram os triunfos Atlético Paranaense, Figueirense, Fluminense e Internacional. As semifinais foram realizadas três dias depois da conclusão da fase anterior. Na primeira partida, o Internacional eliminou o Figueirense após uma vitória por 2–1. Poucas horas depois, Atlético Paranaense e Fluminense empataram sem gols porém a equipe carioca venceu nas penalidades.
No dia 13 de julho, o estádio Salvador Venâncio da Costa, localizado na cidade de Vitória, sediou a decisão. Esta foi vencida pelo Fluminense pelo placar de 2–0.

## Resultados

### Primeira fase

#### Índice técnico
| Pos. | Clube           | Pts | J | V | E | D | GP | GC | SG |
| ---- | --------------- | --- | - | - | - | - | -- | -- | -- |
| 1    | Santos          | 6   | 3 | 2 | 0 | 1 | 9  | 5  | +4 |
| 2    | América Mineiro | 6   | 3 | 2 | 0 | 1 | 4  | 4  | 0  |
| 3    | Flamengo        | 5   | 3 | 1 | 2 | 0 | 5  | 4  | +1 |
| 4    | Cruzeiro        | 4   | 3 | 1 | 1 | 1 | 9  | 5  | +4 |
| 5    | Betim           | 4   | 3 | 1 | 1 | 1 | 5  | 3  | +2 |

### Fase final
|  | Quartas de final              | Quartas de final       |                         |       | Semifinais | Semifinais |  |  | Final | Final |
|  |                               |                        |                         |       |            |            |  |  |       |       |
|  | 6 de julho – Marataízes       |                        |                         |       |            |            |  |  |       |       |
|  |                               |                        |                         |       |            |            |  |  |       |       |
|  | Atlético Paranaense           | 4                      |                         |       |            |            |  |  |       |       |
|  | Atlético Paranaense           | 4                      | 9 de julho – Itapemirim |       |            |            |  |  |       |       |
|  | Santos                        | 1                      |                         |       |            |            |  |  |       |       |
|  | Santos                        | 1                      | Atlético Paranaense     | 0 (7) |            |            |  |  |       |       |
|  | 6 de julho – Itapemirim       |                        | Atlético Paranaense     | 0 (7) |            |            |  |  |       |       |
|  |                               | Fluminense (pen)       | 0 (8)                   |       |            |            |  |  |       |       |
|  | Fluminense                    | Fluminense (pen)       | 0 (8)                   | 8     |            |            |  |  |       |       |
|  | Fluminense                    |                        | 13 de julho – Vitória   | 8     |            |            |  |  |       |       |
|  | América Mineiro               | 0                      |                         |       |            |            |  |  |       |       |
|  | América Mineiro               | 0                      | Fluminense              | 2     |            |            |  |  |       |       |
|  | 6 de julho – Guaçuí           |                        | Fluminense              | 2     |            |            |  |  |       |       |
|  |                               | Internacional          | 0                       |       |            |            |  |  |       |       |
|  | Internacional (pen)           | Internacional          | 0                       | 0 (4) |            |            |  |  |       |       |
|  | Internacional (pen)           | 9 de julho – Cariacica |                         | 0 (4) |            |            |  |  |       |       |
|  | Flamengo                      | 0 (2)                  |                         |       |            |            |  |  |       |       |
|  | Flamengo                      | 0 (2)                  | Internacional           | 2     |            |            |  |  |       |       |
|  | 6 de julho – Domingos Martins |                        | Internacional           | 2     |            |            |  |  |       |       |
|  |                               | Figueirense            | 1                       |       |            |            |  |  |       |       |
|  | Figueirense                   | Figueirense            | 1                       | 2     |            |            |  |  |       |       |
|  | Figueirense                   |                        |                         | 2     |            |            |  |  |       |       |
|  | Coritiba                      | 0                      |                         |       |            |            |  |  |       |       |
|  | Coritiba                      | 0                      |                         |       |            |            |  |  |       |       |